# 布里地区拉克
布里地区拉克（法語：La Queue-en-Brie，法語發音：[la kø ɑ̃ bʁi] ⓘ）是法国法兰西岛大区马恩河谷省的一个市镇，属于克雷泰伊区。

## 地理
布里地区拉克（48°47'22"N, 2°34'36"E）面积9.16 平方千米，位于法国法蘭西島大區马恩河谷省，该省份为法国北部内陆省份，毗邻巴黎。
与布里地区拉克接壤的市镇（或旧市镇、城区）包括：勒普莱西特雷维斯、桑特尼、莱西尼、蓬托-孔博、马恩河畔谢讷维耶尔、努瓦索、马恩河畔奥尔梅松、布里地区叙西。

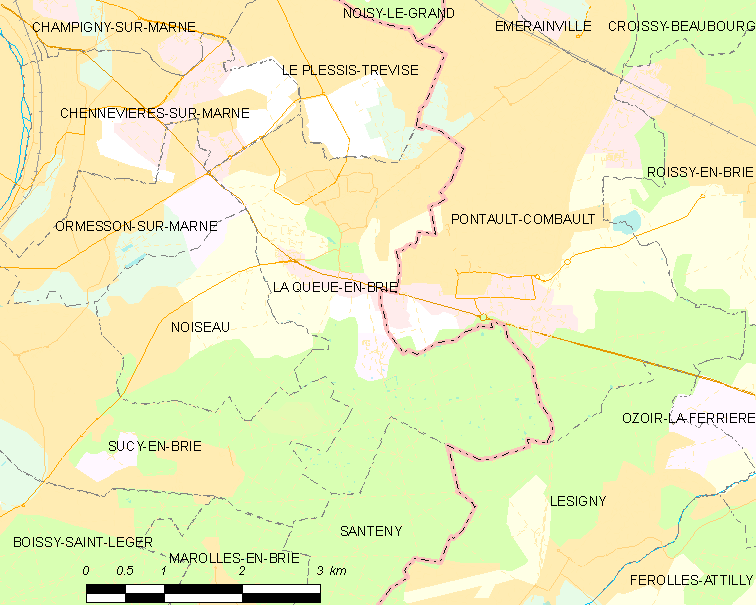
布里地区拉克的OSM定位图

布里地区拉克的时区为UTC+01:00、UTC+02:00（夏令时）。

## 行政
布里地区拉克的邮政编码为94510，INSEE市镇编码为94060。

## 政治
布里地区拉克所属的省级选区为布里高原县。

## 人口

1962-2008年间布里地区拉克人口变化图示

布里地区拉克于2022年1月1日时的人口数量为12074人。